# Kurt Seyit ve Şura
Kurt Seyit ve Şura es una serie de televisión turca de 2014, producida por Ay Yapım y emitida por Star TV. La serie está basada en las novelas «Kurt Seyt & Shura» (1992) y «Kurt Seyt & Murka» (1993), de la escritora turca Nermin Bezmen.

## Trama
Kurt Seyit Eminof es un apuesto y mujeriego teniente, primogénito de un terrateniente turco-tártaro de Crimea. Seyit asiste a un baile en San Petersburgo y hace una apuesta con sus amigos; conseguirá un beso de la primera chica soltera que entre al salón. Por otro lado, Şura es la hija menor de una familia noble rusa y se presentará ante la alta sociedad en el baile. Cuando Şura entra al salón de baile, ambos se enamoran a primera vista y pronto comenzarán un romance lleno de obstáculos. El amor de ambos es puesto a prueba con el comienzo de la guerra, pero también peligrará debido a las intrigas de Petro y la baronesa Lola.

## Reparto
- Kıvanç Tatlıtuğ como Kurt Seyit Eminof
- Farah Zeynep Abdullah como Alexandra "Şura" Verjenskaya
- Fahriye Evcen como Mürvet, Murka
- Birkan Sokullu como Petro Borinsky
- Ushan Çakır como Celil Kamilof
- Cem Bender como Billy
- Serdar Gökhan como Mirza Mehmet Eminof
- Şefika Tolun como Zahide Eminof
- Zerrin Tekindor como Nermin Bezmen (7-13)/Emine (14-21)
- Seda Güven como Valentina "Tina" Verjenskaya
- Elçin Sangu como Güzide
- Aslı Orcan como Baronesa Lola Polyanskaya
- Demet Özdemir como Alina "Alya" Sokolova
- Melisa Aslı Pamuk como Ayşe
- Sacide Taşaner como Binnaz
- Osman Alkaş como Ali Dayı
- Tolga Savacı como Ahmet Yahya
- Oral Özer como Mahmut Eminof
- Barış Alpaykut como Osman Eminof
- Durukan Çelikkaya como Sabri
- Doğu Alpan como Vladimir Savitkov
- Berk Erçer como Mikail "Mişa" Sorokin
- Zerrin Nişancı como Maria
- Selçuk Sazak como Andrei Borinsky
- Atay Gergin como Julien Verjensky
- Emek Erel como Ekaterina Verjenskaya
- Tuğçe Karabacak como Nina Verjenskaya
- Sümeyra Koç como Havva Eminof
- Eva Dedova como Tatiana "Tatya" Tchoupilkina
- Engin Şenkan como Rıza
- Edip Tepeli como Galip
- Çağlar Ertuğrul como Yusuf
- Tijen Par como Valentina Verjenskaya (anciana)
- Bora Koçak como Hakkı
- Kadır Çermik como Lütfi
- Emre Yetim como William
- Neşe Baykent como Nadia
- Sarp Can Köroğlu como Boris
- Mehmet Yılmaz como Afrikán Bogayevski
- Filiz Kaya como Yıldız
- Atilla Kılıç como Yasef

## Temporadas
| Temporada | Temporada | Episodios | Rango de episodios | Emisión original         | Emisión original        |
| Temporada | Temporada | Episodios | Rango de episodios | Inicio                   | Final                   |
| --------- | --------- | --------- | ------------------ | ------------------------ | ----------------------- |
|           | 1         | 13        | 1 - 13             | 4 de marzo de 2014       | 10 de junio de 2014     |
|           | 2         | 8         | 14 - 21            | 23 de septiembre de 2014 | 20 de noviembre de 2014 |